# ロンナチャイ・トムヤーパリワット
オード・キーリーブーン（Aod Keereeboon）としてよく知られているロンナチャイ・トムヤーパリワット（Ronnachai Thomayapariwat、1964年8月17日 - 2021年10月16日）は、タイの歌手、音楽家、俳優、ソングライター。
1983年以来キーリーブーンのストリングコンボの元リードシンガー兼リーダーであり、名曲「Waiting for the Day I Love You」を代表に6枚のアルバムを発表した 。また、チュラロンコン大学で経済学部の学士号を取得している。

## 履歴
キーリーブーンのバンド現役中、ルッククルンのシリーズのジャンル；ルアムダアウ、 ポップダアウ、ノッパカアウ 1984 以来、Atchaphannee Hannarongまたは、オー・プイファイでデュエット歌唱など、フルアルバムとして発表したことがある。
バンドの解散後にリリースされた数十枚のソロアルバムを持っている。 1989年にラチャノック・プーンパリンと一緒に主人公の「キュン・チュイの愛」という映画に出演した。
ロンナチャイはまた、「キーリーブーン・ジーニアス・ミュージック」の音楽学校を設立した。